# Unitat de control
La Unitat de control és l'encarregada d'activar o desactivar els diversos components del microprocessador en funció de la instrucció que el microprocessador està executant i en funció també de l'etapa de dita instrucció que s'està executant.
La unitat de control (uc) és un dels tres blocs funcionals principals en els que es divideix una unitat central de procés (CPU). Els altres dos blocs són la Unitat de procés i el bus d'entrada sortida
La unitat de control (UC)interpreta i executa les instruccions emmagatzemades en la memòria principal i genera els senyals de control necessaris per a executar-les.
Existeixen dos tipus d'unitats de control, les cablejades, usades generalment en màquines senzilles, i les microprogramades, pròpies de màquines més complexes. En el primer cas, els components principals són el circuit de lògica seqüencial, el de control d'estat, el de lògica combinacional, i el d'emissió de reconeixement senyals de control. En el segon cas, la microprogramació se troba emmagatzemada en una micromemòria (s'accedeix a les mateixes de manera seqüencial (1, 2, ..., n), i posteriorment s'executa cada una d'elles).